# 久野治
久野 治（くの おさむ、1923年 - ）は、日本の労働運動家。古田織部研究家。元三菱電機労働組合中央副執行委員長、全日本電機機器労働組合連合会（電機労連）副委員長、国際金属労連日本協議会（IMF-JC）事務局次長。

## 著書
- 『実感的アメリカ紀行――労働者の50日かけある記』（風媒社、1966年）
- 『労働問題の理論と実際』（現代労務研究会、1977年）
- 『黒い手套――詩集』（不動工房、1978年）
- 『中堅企業のための労働協約とその解説』（現代労務研究所、1979年）
- 『労働組合主義の哲学』（現代労務研究会、1980年）
- 『鼠志野――句集』（三無洞出版、1983年）
- 『ものがたりIMF・JC』（銀座出版社、1984年）
- 『ものがたりIMF・ROCC』（瀬戸一郎監修、銀座出版社、1985年）
- 『山脈詩派の詩人――評論 和仁市太郎の詩業』（鳥影社、発売：星雲社、1987年）
- 『ガランピイの夕日――第二詩集』（久野治、1987年）
- 『古田織部の世界』（鳥影社、発売：星雲社、1989年）
- 『甦れベンチャー精神』（久野治、1996年）
- 『林重雄のうた』（編、久野治、1997年）
  - 改訂版『古田織部の世界』（鳥影社、2000年）
  - 新訂版『古田織部の世界』（鳥影社、2012年）
- 『秋桜子句碑巡礼』（鳥影社、発売：星雲社、1991年）
- 『古田織部とその周辺』（鳥影社、発売：星雲社、1994年）
  - 改訂版『古田織部とその周辺』（鳥影社、2009年）
- 『Oribe――古田織部のすべて』（鳥影社、発売：星雲社、1997年）
- 『古織伝――オリベ武家茶法』（叢文社、1999年）
- 『中部日本の詩人たち』（中日出版社、2002年）
- 『中部日本の詩人たち 続』（中日出版社、2004年）
- 『オリベ焼き100選――オリベイズム』（画と文、中日出版社、2005年）
- 『千利休より古田織部へ』（鳥影社、2006年）
- 『黒織部――久野治自選歌集』（胞山会［岐阜県歌人クラブ叢書］、2007年）
- 『春闘の終焉』（中日出版社、2009年）
- 『中部日本の詩人たち 続々』（中日出版社、2010年）
- 『壺中の響き――やきものとうたと』（玉置保夫共著、鳥影社、2012年）
- 『桃山の美濃古陶――古田織部の美』（西村克也共著、鳥影社、2014年）
- 『鮫――華麗島戦記抄 久野治第三詩集』（胞山会、2014年）
- 『Omron――創業82年・オムロン㈱外史 1933-2015』（中日出版社、2015年／中日出版、2016年）
- 『さよならIMF・JC――創生期の人びと』（中日出版、2016年）
- 『リョービ株式会社創業者浦上豊とSRC――創業74年 1943-2017』（中日出版、2017年）
- 『名古屋城の創建と古織会附』（中日出版、2018年）
- 『美濃のやきもの西浦焼――初代から五代目・西浦圓治まで』（中日出版、2019年）
- 『茶人伝』（イラストと文、中日出版、2020年）